# Brazil labdarúgó-szuperkupa
A brazil labdarúgó-szuperkupa (jelenlegi nevén Supercopa do Brasil) a Brazil labdarúgó-szövetség egyik kupája. Egy mérkőzésből áll, amit a nemzeti bajnokság (a Brasileirão) és a nemzeti kupa győztese vív egymás ellen. Olyan esetben amikor mind a bajnokságot, mind a kupát ugyanaz a csapat nyeri meg akkor a Szuperkupában a bajnokság ezüstérmese a másik résztvevő.
A Brazil labdarúgó-szövetség 2013-ban bejelentette, hogy 2015-ben újra megrendezik a szuperkupát, de ez csak 2020-ban történt meg.

## Eddigi döntők
| 1990                                   | Grêmio           | 2–0            | Vasco da Gama        | Estádio Olímpico Monumental, Porto Alegre   |
| 1990                                   | Grêmio           | 0–0            | Vasco da Gama        | Estádio São Januário, Rio de Janeiro        |
| 1991                                   | Corinthians      | 1–0            | Flamengo             | Estádio do Morumbi, São Paulo               |
| 1992 és 2019 között nem rendezték meg. |                  |                |                      |                                             |
| Év                                     | Klubcsapat 1     | Végeredmény    | Klubcsapat 2         | Helyszín                                    |
| 2020                                   | Flamengo         | 3–0            | Athletico Paranaense | Estádio Nacional de Brasília, Brazíliaváros |
| 2021                                   | Flamengo         | 2–2 (tiz. 6–5) | Palmeiras            | Estádio Nacional de Brasília, Brazíliaváros |
| 2022                                   | Atlético Mineiro | 2–2 (tiz. 8–7) | Flamengo,            | Arena Pantanal, Mato Grosso                 |

## Dicsőséglista
| Klubcsapat           | Győzelmek | Vereségek | Győztes évek | Vesztes évek |
| -------------------- | --------- | --------- | ------------ | ------------ |
| Flamengo             | 2         | 1         | 2020, 2021   | 1991         |
| Grêmio               | 1         | 0         | 1990         | —            |
| Corinthians          | 1         | 0         | 1991         | —            |
| Atlético Mineiro     | 1         | 0         | 2022         | —            |
| Vasco da Gama        | 0         | 1         | —            | 1990         |
| Athletico Paranaense | 0         | 1         | —            | 2020         |
| Palmeiras            | 0         | 1         | —            | 2021         |